# 絨花
絨花（じゅうか、ロンホァ）とは、絹・ベルベット生地で作った造花である。またアレンジされて、鳥の人形を作る絨鳥なども見られる。中国語のロンファ読みは、栄華（ロンファ）の語呂合わせともなる。
唐の時代から、貴族女性が頭飾りとしている。絨花製作技術は、江蘇省の無形文化遺産である。また、北京絨花・絨鳥は、18世紀頃から始まり進化して鳥や昆虫などの小さな卓上装飾品を作るなどの独特の進化をしたことから、2022年11月に北京の無形文化遺産となった。

## 使用例
- 『瓔珞〜紫禁城に燃ゆる逆襲の王妃〜』（原題：延禧攻略） - 2018年に公開された清朝の宮中を舞台とした中国ドラマ。劇中の絨花が中国国内外で話題となった[2][5][6]。